# Суассон (округ)
Округ Суассон (фр. Arrondissement de Soissons) — округ у Франції, в департаменті Ена. 2023 року округ об'єднував 164 муніципалітети, населення становило 107 658 осіб.
Адміністративний центр (супрефектура) — Суассон.

## Муніципалітети
Список муніципалітетів округу та їхні коди INSEE:
1. Альман (02010)
2. Амблені (02011)
3. Амбрієф (02012)
4. Ансьянвіль (02015)
5. Арамон (02368)
6. Арсі-Сент-Рестітю (02022)
7. Артенн-е-То (02372)
8. Асі (02003)
9. Базош-е-Сен-Тібо (02054)
10. Баньє (02043)
11. Белле (02064)
12. Беньє (02082)
13. Берні-Рив'єр (02071)
14. Бернуа-ле-Шато (02564)
15. Б'єксі (02087)
16. Бії-сюр-Ен (02089)
17. Бії-сюр-Урк (02090)
18. Бланзі-ле-Фім (02091)
19. Бре (02118)
20. Брен (02110)
21. Бренель (02120)
22. Брені (02121)
23. Брюї (02129)
24. Бюзансі (02138)
25. Бюсі-ле-Лон (02131)
26. Ваї-сюр-Ен (02758)
27. Вассан (02762)
28. Вассені (02763)
29. Везапонен (02793)
30. Венізель (02780)
31. В'єль-Арсі (02797)
32. В'єрзі (02799)
33. Вів'єр (02822)
34. Вік-сюр-Ен (02795)
35. Віллер-Елон (02812)
36. Віллер-Котре (02810)
37. Віль-Савуа (02817)
38. Вільмонтуар (02804)
39. Вільнев-Сен-Жермен (02805)
40. Вобюен (02770)
41. Водссон (02766)
42. Ворезі (02767)
43. Вотен (02773)
44. Вреньї (02828)
45. Вюєрі (02829)
46. Гран-Розуа (02665)
47. Даммар (02258)
48. Дампле (02259)
49. Домм'є (02267)
50. Друазі (02272)
51. Дюїзель (02263)
52. Езі-Жуї (02008)
53. Епаньї (02277)
54. Жувіньї (02398)
55. Жуень (02393)
56. Кевр-е-Вальсері (02201)
57. Кенсі-су-ле-Мон (02633)
58. Кламсі (02198)
59. Конде-сюр-Ен (02210)
60. Корсі (02216)
61. Крамай (02233)
62. Круї (02243)
63. Куайоль (02232)
64. Куврель (02230)
65. Курмель (02226)
66. Курсель-сюр-Вель (02224)
67. Кюїзі-ан-Альмон (02253)
68. Кюїрі-Усс (02249)
69. Кютрі (02254)
70. Кюффі (02245)
71. Ла-Ферте-Мілон (02307)
72. Лаверсін (02415)
73. Ларньї-сюр-Отон (02410)
74. Лаффо (02400)
75. Ле-Плесьє-Юле (02606)
76. Ле-Сетваллон (02439)
77. Леж (02421)
78. Лері (02424)
79. Ліме (02432)
80. Лонпон (02438)
81. Лонуа (02412)
82. Луатр (02441)
83. Люї (02427)
84. Мааст-е-Вйолен (02447)
85. Маконьї (02449)
86. Марживаль (02464)
87. Маризі-Сент-Женев'єв (02466)
88. Маризі-Сен-Мар (02467)
89. Мерсен-е-Во (02477)
90. Міссі-о-Буа (02485)
91. Міссі-сюр-Ен (02487)
92. Монамтей (02490)
93. Мон-Нотр-Дам (02520)
94. Мон-Сен-Мартен (02523)
95. Монгобер (02506)
96. Монгрю-Сен-Ілер (02507)
97. Монн (02496)
98. Монтіньї-Лангрен (02514)
99. Морсен (02527)
100. Мортфонтен (02528)
101. Мюре-е-Крутт (02533)
102. Намптей-су-Мюре (02536)
103. Нантей-ла-Фосс (02537)
104. Невіль-сюр-Марживаль (02551)
105. Норуа-сюр-Урк (02557)
106. Нуврон-Венгре (02562)
107. Одіньїкур (02034)
108. Ожі (02036)
109. Олі-Куртій (02576)
110. Остель (02577)
111. Паар (02581)
112. Парньї-Філен (02589)
113. Парсі-е-Тіньї (02585)
114. Паслі (02593)
115. Пассі-ан-Валуа (02594)
116. Пернан (02598)
117. Плуазі (02607)
118. Помм'є (02610)
119. Пон-Арсі (02612)
120. Прель-е-Бов (02620)
121. Пюїзе-ан-Рец (02628)
122. Рессон-ле-Лон (02643)
123. Ретей (02644)
124. Розьєр-сюр-Криз (02663)
125. Саконен-е-Брей (02667)
126. Сансі-ле-Шеміно (02698)
127. Сель-сюр-Ен (02148)
128. Сен-Бандрі (02672)
129. Сен-Кристоф-а-Беррі (02673)
130. Сен-Мар (02682)
131. Сен-П'єрр-Егль (02687)
132. Сен-Ремі-Бланзі (02693)
133. Серваль (02715)
134. Сермуаз (02714)
135. Серсей (02152)
136. Серш (02711)
137. Сетмон (02706)
138. Сії-ла-Потрі (02718)
139. Сірі-Сальсонь (02195)
140. Сіс-ла-Коммюн (02255)
141. Суассон (02722)
142. Супір (02730)
143. Сусі (02729)
144. Тайфонтен (02734)
145. Таньєр (02735)
146. Тартьє (02736)
147. Терні-Сорні (02739)
148. Троен (02749)
149. Уаньї-ан-Валуа (02568)
150. Ульші-ла-Віль (02579)
151. Ульші-ле-Шато (02580)
152. Фавроль (02302)
153. Філен (02311)
154. Флері (02316)
155. Фонтенуа (02326)
156. Шавіньї (02175)
157. Шавіньон (02174)
158. Шавонн (02176)
159. Шакриз (02154)
160. Шассемі (02167)
161. Шері-Шартрев (02179)
162. Шивр-Валь (02190)
163. Шоден (02172)
164. Шуї (02192)